# Retrophyllum
Retrophyllum é um género de conífera pertencente à família Podocarpaceae.

## Espécies
- Retrophyllum comptonii
- Retrophyllum minus
- Retrophyllum piresii - Pinheiro-da-amazônia
- Retrophyllum rospigliosii
- Retrophyllum vitiense